# Rámasvámi Vénkataráman
Rámasvámi Vénkataráman (4. prosince 1910 Rádžamadam – 27. ledna 2009 Nové Dillí) byl indický politik. V letech 1987–1992 byl prezidentem Indie, v letech 1984–1987 viceprezidentem. Byl též ministrem financí (1980–1982), ministrem obrany (1982–1984) a ministrem vnitra (1982). Byl reprezentantem strany Indický národní kongres.

## Život
Narodil se v tamilské bráhmanské rodině v Mádrasu. Vystudoval ekonomii na katolické škole Loyola College v Čennaí a poté práva na tamní Právnické škole. V roce 1935 začal pracovat u Nejvyššího soudu v Madrásu a v roce 1951 u Nejvyššího soudu Indie. Zapojil se do indického hnutí za nezávislost, za což byl dva roky vězněn (1942–1944). V roce 1946 ho indická vláda zapojila do skupiny právníků vyslaných do Malajsie a Singapuru, aby hájil indické státní příslušníky obviněné z trestných činů kolaborace během japonské okupace. Poté se stal členem ústavodárného shromáždění, které navrhlo indickou ústavu. V roce 1950 byl zvolen do indického prozatímního parlamentu (1950–1952) a poté do prvního řádného parlamentu (1952–1957).
Byl delegátem Valného shromáždění OSN v roce 1953 (a pak znovu v letech 1955, 1956, 1958, 1959, 1960 a 1961). V letech 1955 až 1979 byl členem Správního tribunálu OSN a v letech 1968 až 1979 byl jeho předsedou. Od roku 1957 byl ministrem průmyslu v mádraské provinční vládě. V této funkci, kterou držel celou dekádu, prosazoval myšlenku průmyslových zón, z nichž první byla založena v Guindy (předměstí Čennaí), a podařilo se mu získat investice do velkých podniků veřejného sektoru. Byl vedoucím indické delegace na 42. zasedání Mezinárodní konference práce v Ženevě (1958). V červenci 1967 byl premiérkou Indirou Gándhíovou jmenován členem federální plánovací komise. Měl na starosti průmysl, práci, energetiku, dopravu, komunikace a železnice. V této funkci připravil plán rozvoje indických přístavů. Rezignoval na členství v roce 1971.
V roce 1977 se vrátil do federálního parlamentu, působil v opozici. Zastupoval Indii na meziparlamentní konferenci ve Vídni roku 1978. Byl rovněž jmenován guvernérem Mezinárodního měnového fondu, Mezinárodní banky pro obnovu a rozvoj a Asijské rozvojové banky. Po úspěšných volbách v roce 1980 byl jmenován prvně ministrem ve vládě Indiry Gándhíové. jako ministr financí zvýšil cla a nechal zřídit Národní banku pro zemědělství a rozvoj venkova. S Mezinárodním měnovým fondem vyjednal půjčku ve výši 5 miliard dolarů. Byla to největší půjčka v historii MMF.
Během Venkataramanova působení na ministerstvu obrany podepsala indická vláda dohody o nákupu vrtulníků Sea King a raket Sea Eagle od Británie a stíhacích letounů Mirage od Francie, čímž se snažila zrušit monopol, který měl Sovětský svaz ve zbraňových systémech indických ozbrojených sil. V reakci na to Sověti, kteří nechtěli ztratit největší zbrojní trh v rozvojovém světě, souhlasili s licenční výrobou letounů MiG-27 a MiG-29 v Indii. Dohoda byla dokončena během návštěvy sovětského ministra obrany Dmitrije Ustinova v Indii v březnu 1984. Jeho nejvýznamnějším příspěvkem ve funkci ministra obrany však bylo zahájení Integrovaného programu vývoje řízených střel v roce 1983, který vedl k domácímu vývoji raketových systémů Prithvi, Akash, Agni, Thrishul a Nag indickou Organizací pro obranný výzkum a vývoj. Venkataraman také nechal provést jaderný test v roce 1983 a nařídil obsazení ledovce Siačen indickou armádou v roce 1984.
Toho roku byl jmenován viceprezidentem. Po úspěšném atentátu na Indiru Gándhíovou se připojil k rozhodnutí prezidenta Zaila Singha jmenovat Rádžíva Gándhího premiérem. Byl to Venkataraman, kdo oznámil smrt Indiry Gándhíové ve státní televizi Doordaršan. Když se vztahy mezi Rádžívem Gándhím a prezidentem Singhem zhoršily, vláda začala vysílat Venkataramana na diplomatické návštěvy místo Singha. Singh na tuto izolaci reagoval nespokojeným dopisem, Venkataraman ovšem zabránil parlamentu o dopisu jednat, k velké nespokojenosti opozice. Argumentoval, že je v zájmu národa zachovat důvěrnost komunikace mezi prezidentem a premiérem. Jak se funkční období prezidenta Singha blížilo ke konci, široce se spekulovalo, že má v úmyslu odvolat Gándhího z funkce premiéra a jmenovat prozatímní vládu. Singh se Venkataramana zeptal, zda by měl zájem stát se v takovém případě premiérem, ale Venkataraman nabídku odmítl.
V roce 1987 pohrozil, že odstoupí, pokud nebude vlastní stranou nominován jako prezidentský kandidát. Indický národní kongres tlaku ustoupil a nominoval ho. Venkataraman volby v roce 1987 jasně vyhrál. Přísahu složil 25. července 1987. Během svého pětiletého funkčního období zažil čtyři premiéry a tři z nich jmenoval, což je indický rekord. V úřadu čelil několika krizovým situacím: atentátu na Rádžíva Gándhího, aféře Bofors (v níž byli vrcholní představitelé Indického národního kongresu byli obviněni z přijímání úplatků od švédského výrobce zbraní) či podvodu na akciovém trhu v roce 1992, kdy makléř Haršad Mehta manipuloval s Bombajskou burzou a podvedl investory o 10 milionů dolarů. Politický chaos za jeho prezidentství je vnímán jako velká krize indického politického systému, on sám měl ale málo nástrojů, jak mu čelit, neboť funkce prezidenta je v tomto systému jen ceremoniální.